# Vaurien

Plán trupu a oplachtění po změnách v roce 2008

Vaurien je třída sportovních plachetnic pro posádku 2 osob, o délce čtyř metrů a celkovou plochou plachet 19,9 m². Konstruktérem lodi byl francouzský jachtař a designér Jean-Jaques Herbulot. Od roku 1961 je plachetnice Vaurien uznána jako mezinárodní
třída Mezinárodní jachtařská federace (International Sailing Federation).

## Vývoj
Plachetnice Vaurien prochází v současné době vývojovými změnami, které
se týkají zejména oplachtění. Celková plocha plachet se zvětšila z
původních 16,2 m² na současných 19,9 m², z čehož necelou polovinu tvoří
spinakr, 9,4 m². Tyto změny tak činí plachetnici Vaurien atraktivnější
než dříve. Optimální váha posádky je 100 – 150 kg (zahrnuje všemožné
kombinace jachtařů), věkem není tato plachetnice téměř omezena, hlavní
motto zní „As long as you feel young“. Vaurien je zkrátka plachetnicí
pro každého. Důkazem toho jsou aktivní závodníci ve věku 10 – 70 let.

## Rozšíření v Česku
Do Česka se tato
plachetnice dostala v roce 1973. Od této doby především vzhledem k
cenové dostupnosti zájem o závodění stále stoupá. Po roce 1989 se
otevřela cesta k zahraničním závodům a závodníci tak začínají získávat i
cenná umístění v mezinárodních regatách.
Nejvyšší soutěží republikového významu je celostátní pohárová soutěž
Czech Vaurien Cup, kterou tvoří šestice samostatných závodů na vodních
plochách po celé České republice. Nejdůležitějším závodem roku je pak
Mistrovství České republiky konané v posledních letech pravidelně na
Nových Mlýnech.